# Pedro Augusto Sousa De Oliveira
Pedro Augusto Sousa De Oliveira (* 2. März 2004 in Sergipe, Brasilien) ist ein brasilianischer Beachvolleyballspieler.

## Karriere
Mit Vilsomar Brito gehörte Pedro Sousa 2021 bei der U19-WM ebenso zu den besten acht Beachpaaren wie mit Henrique Camboim ein Jahr später. Die beiden hatte zuvor die südamerikanischen Jugendspiele gewonnen. Bei den Welttitelkämpfen der unter Einundzwanzigjährigen wurden sie 2023 Vierte. Bei den Erwachsenen erreichten sie erste Erfolge 2024. So siegten sie beim Futures in Pingtan und standen eine Woche später beim gleichartigen Turnier in Qingshan ebenfalls im Endspiel. Bei der Schweizer Beachtour wurden sie je einmal mit Bronze und Silber ausgezeichnet. Weder mit Henrique noch mit Gabriel oder Mateus reichte es jedoch für eine gute Platzierung bei einem hochwertigen FIVB-Event. Die gelang Pedro Anfang 2025 mit seinem neuen Partner, dem Vizeweltmeister von 2022 Renato Lima, gleich zwei Mal. Beim Challenge in Yucatán wurde das Duo nach überstandener Qualifikation und dem Sieg im Pool H erst im Achtelfinale gestoppt. Noch besser lief es drei Wochen später beim Elite16 in Saquarema. In der Vorausscheidung wurden der Vizeweltmeister 2022 Vitor Felipe und sein derzeitiger Partner Guto, der WM-Fünfte von 2022 und 2023, in zwei Sätzen bezwungen. In der Gruppe B reichte anschließend ein dritter Rang zum Weiterkommen. In der ersten Hauptrunde wurden die Grimalt Cousins Esteban und Marco ebenso besiegt wie danach die Deutschen Lukas Pfretzschner und Sven Winter sowie die Capogrosso Brüder Nicolás und Tomas. Die Olympiasieger David Åhman / Jonatan Hellvig im Halbfinale, die auch schon für die Niederlage in der Gruppenphase gesorgt hatten, und die Vizeeuropameister Stefan Boermans / Yorick de Groot im Kampf um Bronze erwiesen sich noch als zu stark für das neuformierte brasilianische Team, das somit den vierten Platz im Abschlussklassement der Veranstaltung belegte.